# Карпилівська сільська рада (Охтирський район)
Карпи́лівська сільська́ ра́да — колишній орган місцевого самоврядування в Охтирському районі Сумської області. Адміністративний центр — село Карпилівка.

## Загальні відомості
- Населення ради: 437 осіб (станом на 2001 рік)

## Населені пункти
Сільській раді були підпорядковані населені пункти:
- с. Карпилівка
- с. Гусарщина
- с. Миколаївка

## Склад ради
Рада складалася з 12 депутатів та голови.
- Голова ради: Лишенко Ольга Анатоліївна
- Секретар ради: Зуєнко Тетяна Іванівна

### Керівний склад попередніх скликань
| Прізвище, ім'я, по батькові | Основні відомості                                                 | Дата обрання | Дата звільнення |
| --------------------------- | ----------------------------------------------------------------- | ------------ | --------------- |
| Лишенко Ольга Анатоліївна   | Сільський голова, 1963 року народження, освіта вища, позапартійна | 26.03.2006   | 31.10.2010      |
| Лишенко Ольга Анатоліївна   | Сільський голова, 1963 року народження, освіта вища, позапартійна | 31.10.2010   |                 |

Примітка: таблиця складена за даними сайту Верховної Ради України